# Starks
Starks és una població dels Estats Units a l'estat de Maine (EUA). Segons el cens del 2000 tenia 578 habitants.

## Demografia
Segons el cens del 2000, Starks tenia 578 habitants, 224 habitatges, i 159 famílies. La densitat de població era de 7,1 habitants/km².
Dels 224 habitatges en un 33,9% hi vivien nens de menys de 18 anys, en un 59,8% hi vivien parelles casades, en un 6,7% dones solteres, i en un 28,6% no eren unitats familiars. En el 22,3% dels habitatges hi vivien persones soles el 5,8% de les quals corresponia a persones de 65 anys o més que vivien soles. El nombre mitjà de persones vivint en cada habitatge era de 2,58 i el nombre mitjà de persones que vivien en cada família era de 3,01.
Per edats la població es repartia de la següent manera: un 27,3% tenia menys de 18 anys, un 6,6% entre 18 i 24, un 26,1% entre 25 i 44, un 31,7% de 45 a 60 i un 8,3% 65 anys o més.
L'edat mediana era de 38 anys. Per cada 100 dones de 18 o més anys hi havia 110 homes.
La renda mediana per habitatge era de 30.313 $ i la renda mediana per família de 33.462 $. Els homes tenien una renda mediana de 30.208 $ mentre que les dones 20.357 $. La renda per capita de la població era de 13.764 $. Entorn del 12,1% de les famílies i el 16,7% de la població estaven per davall del llindar de pobresa.